# Binnenschelde
De Binnenschelde is een recreatieplas in Bergen op Zoom waar de mogelijkheid bestaat om te zwemmen, kanoën, windsurfen enzovoorts. Het voortbewegen met gemotoriseerde (tot 6pk en max 6km/h) vaartuigen is hier toegestaan. De plas ontleent zijn naam aan de Oosterschelde, die vroeger tot aan Bergen op Zoom reikte maar nu door de aanleg van eerst de Markiezaatskade en vervolgens de Oesterdam een eind verder westelijk zijn oostkust vindt.